# Зиновьев, Семён Алексеевич
Семен Алексеевич Зиновьев (род. 1907) — советский, государственный и партийный деятель, Член КПСС; Депутат Верховного Совета Таджикской ССР. Кавалер двух орденов Трудового Красного Знамени и ордена Знак Почёта.

## Биография
Родился в 1907 году в крестьянской семье в деревне Поток Верховско-Вольской волости 1-го земского участка 3-го стана Устюженского уезда Новгородской губернии, ныне в Лидском сельском поселении Бокситогорского района Ленинградской области.
Свою трудовую деятельность Зиновьев С.А. начал в 1924 году рабочим бетонщиком "Волховстроя" Ленинградской области. В 1926–1930 гг. работает  инструктором, заведующим агитационно-пропагандистским отделом Пикалевского райкома ВЛКСМ Ленинградской области. В  1931 году принят в члены  ВКП(б). С 1931 по 1936 гг. работал инструктором, заведующим организационным отделом Батецкого районного исполнительного комитета Ленинградской области. В период с 1933 по 1936 гг. был слушателем советских курсов при Всероссийском центральном исполнительном комитете (ВЦИК) в Москве.
После окончания прохождения курсов направлен на государственную службу  в Таджикскую ССР. В период  1936–1937 гг. работал заместителем председателя исполкома Кокташского районного Совета депутатов трудящихся Таджикской ССР. Затем, с  1937 до июня 1941 года – первым секретарём Кокташского райкома КП (б) Таджикистана. 
В период  Великой Отечественной войны (1941–1945) — с 1941 года на воинской службе – в звании майора РККА, в политотделе  11-й  армии Северо-Западного, затем  Белорусского фронта.  В 1945–1946  — начальником политотдела Гармского областного Военного Комиссариата Таджикской ССР. За отличия в воинской службе награжден орденом Отечественной войны II степени (22.12.1943)  и медалью  «За победу над Германией в Великой Отечественной войне 1941–1945 гг.».
После демобилизации снова на партийной работе в Таджикской ССР, в 1946–1948  — первым секретарем Шахринауского райкома КП (б) Таджикистана, в 1948–1949  — ответственным организатором отдела партийных, профсоюзных и комсомольских органов ЦК КП (б) Таджикистана.  Избирался депутатом Верховного Совета Таджикской ССР, членом ЦК КП Таджикистана. Упоминается в неопубликованной книге таджикского историка Искандара Каландарова «Они были первыми».